# Marcus Licinius Victor
Marcus Licinius Victor war ein im 2. Jahrhundert n. Chr. lebender Angehöriger des römischen Ritterstandes (Eques).
Durch zwei Militärdiplome, die auf den 9. Oktober 148 datiert sind, ist belegt, dass Victor 148 Kommandeur der Ala I Flavia Britannica war, die zu diesem Zeitpunkt in der Provinz Pannonia inferior stationiert war.